# 1. HOL 1991/1992 (damer)
1. HOL 1991/1992 var första upplagan av serien, som utser de kroatiska mästarna i volleyboll på damsidan. I serien deltog tolv lag. HAOK Mladost blev de första kroatiska mästarna.

## Slutplaceringar[1]
1. HAOK Mladost (hemort: Zagreb)
2. ŽOK Dubrovnik (Dubrovnik)
3. ŽOK Rijeka (Rijeka)
4. OTP Banka (Pula)
5. OK Kaštela (Kaštel Stari)
6. OK Split (Split)
7. HAOK Akademičar (Zagreb)
8. ŽOK Vukovar (Zagreb)
9. OK Rječine (Rijeka)
10. Viadukt Zagreb (Zagreb)
11. ŽOK Marsonia (Slavonski Brod)
12. OK Poreč (Poreč)